# Караколь (Чичен-Іца)
Караколь Чичен-Іци  — старовинна будова часів цивілізації мая, що слугувала для тодішніх жерців обсерваторією для дослідження планет і зірок. Розташовувалася у місті Чичен-Іца. Назва з іспанської мови перекладається як «Равлик».

## Історія
Зведена близько 906 року в період панування племен мая-іца (пізньокласичний період цивілізації мая). В часи тольтекського панування відбулося реконструкція будівлі (кінець XI ст.). Мала дві функції: з одного боку, використовувалася для спостереження на небесними світилами, з другого — як храм Кукулькана як бога вітру. Віконні отвори в круглій вежі розташовані таким чином, що в певні години через них проходить світло Венери і сонця. У дні свят ці небесні тіла, що шанувалися як божества, з'являлися в віконних отворах, мовби на знак свого благовоління до людей. Це сприяло посиленню впливу жрецтва та правителів (халач-вініків).

## Опис
Свою назву отримала з огляду на те, що в середині будівлі знаходяться гвинтові сходи і своєю будовою воно нагадує равлика. Як і всі караколі має круглу форму. Стоїть на більш високому з двох поруч розташованих терас. Загальна висота будівлі, включно з терасою становить 20 м. В діаметрі має трохи більше 7 м.
Широкі 15-метрові сходи в 20 сходинок ведуть на низьку терасу. По обидва боки цих сходів, утворюючи своєрідну балюстраду, знаходяться скульптурні зображення величезних змій, що звиваються. У ньому чотири двері, кожна з них звернена в напрямку однієї з чотирьох сторін світу: на північ, на південь, на схід і на захід. Основні двері ведуть в круглий коридор. У внутрішній стіні теж четверо дверей, за розміром менше зовнішніх. Вони розташовані в проміжних точках компаса і звернені на північний схід, північний захід, південний захід і південний схід. Через ці двері є прохід в другій коридор. В наступній кімнаті розташовано кругле каміння (в центрі), а над ним, на відстані близько 3 м від землі, маленький чотирикутний отвір в стіні. Стіни обох коридорів були оштукатурені і розписані фарбами, зверху піднімалася трикутна арка.
Натепер збереглися в гарному стані три вікна. Якщо провести візирні лінії спрямовані до точок появи світил над горизонтом, то в певні часи та дні можна споглядати за рівноденням, північною і південною межею заходу Венери, напрямку в бік південного магнітного поясу.
Втім внаслідок того, що частина споглядальної башти натепер є зруйновано до кінця невідомо увесь обсяг напрямків та дій, що здійснювали стародавні астрономи мая в караколі Чичен-Іци.

## Дослідження
Першим науковий опис надав Джон Ллойд Стефенс, який застав цей караколь значно зруйнованим. Будівля у 1920—1930 роках була частково реставрована співробітниками інституту Карнегі (США) і мексиканськими вченими. Натепер продовжуються дослідницькі роботи.

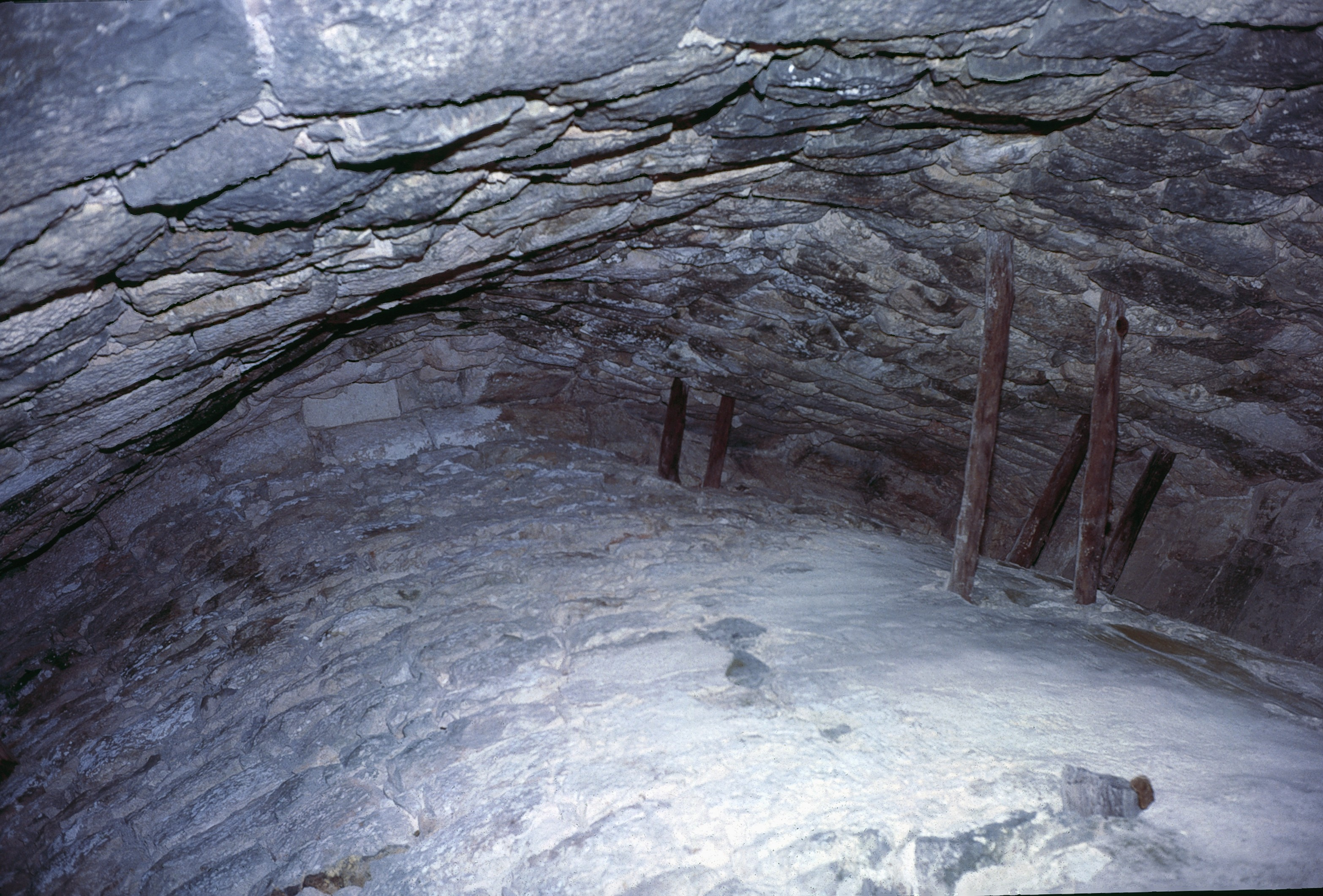
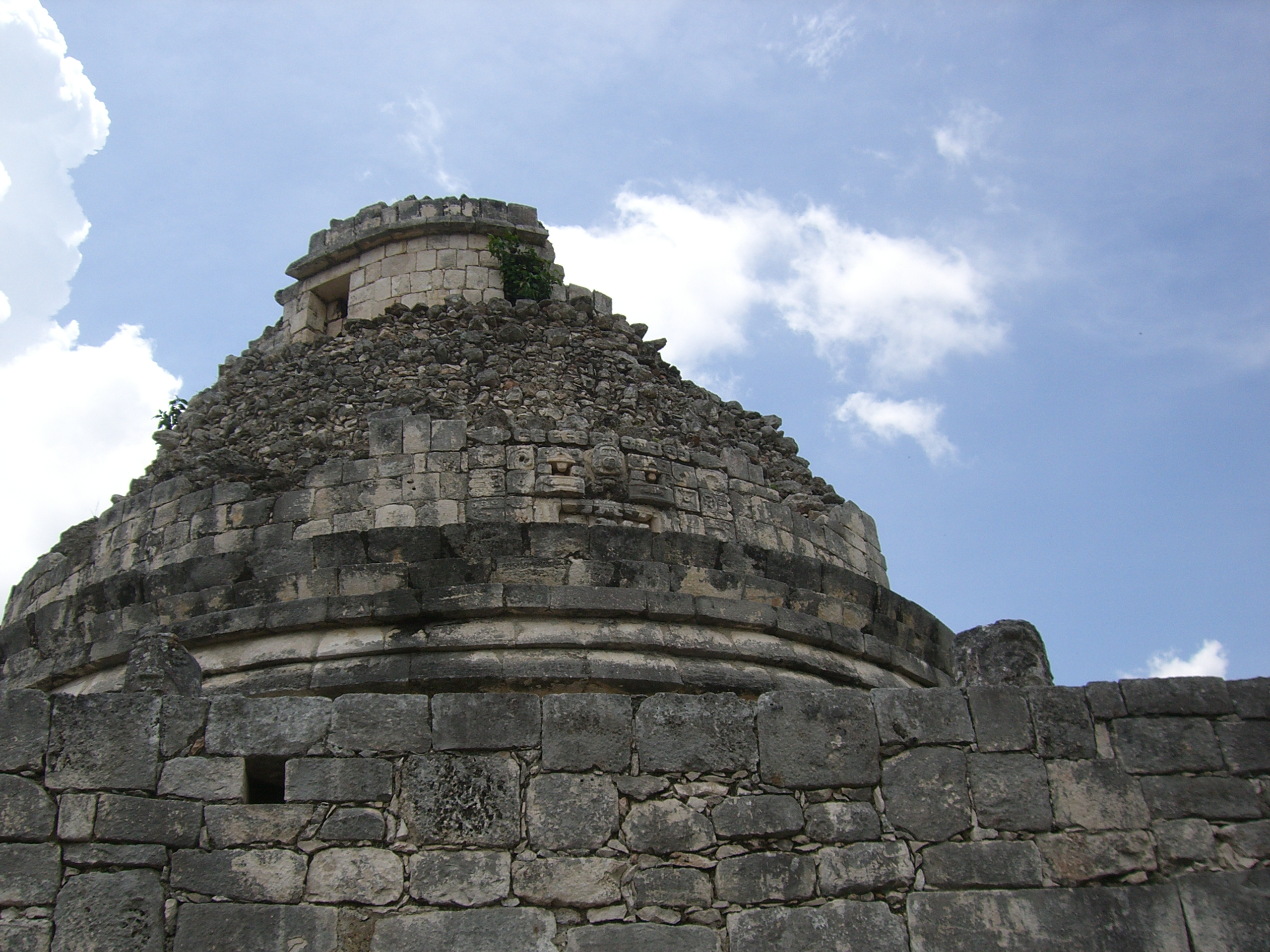
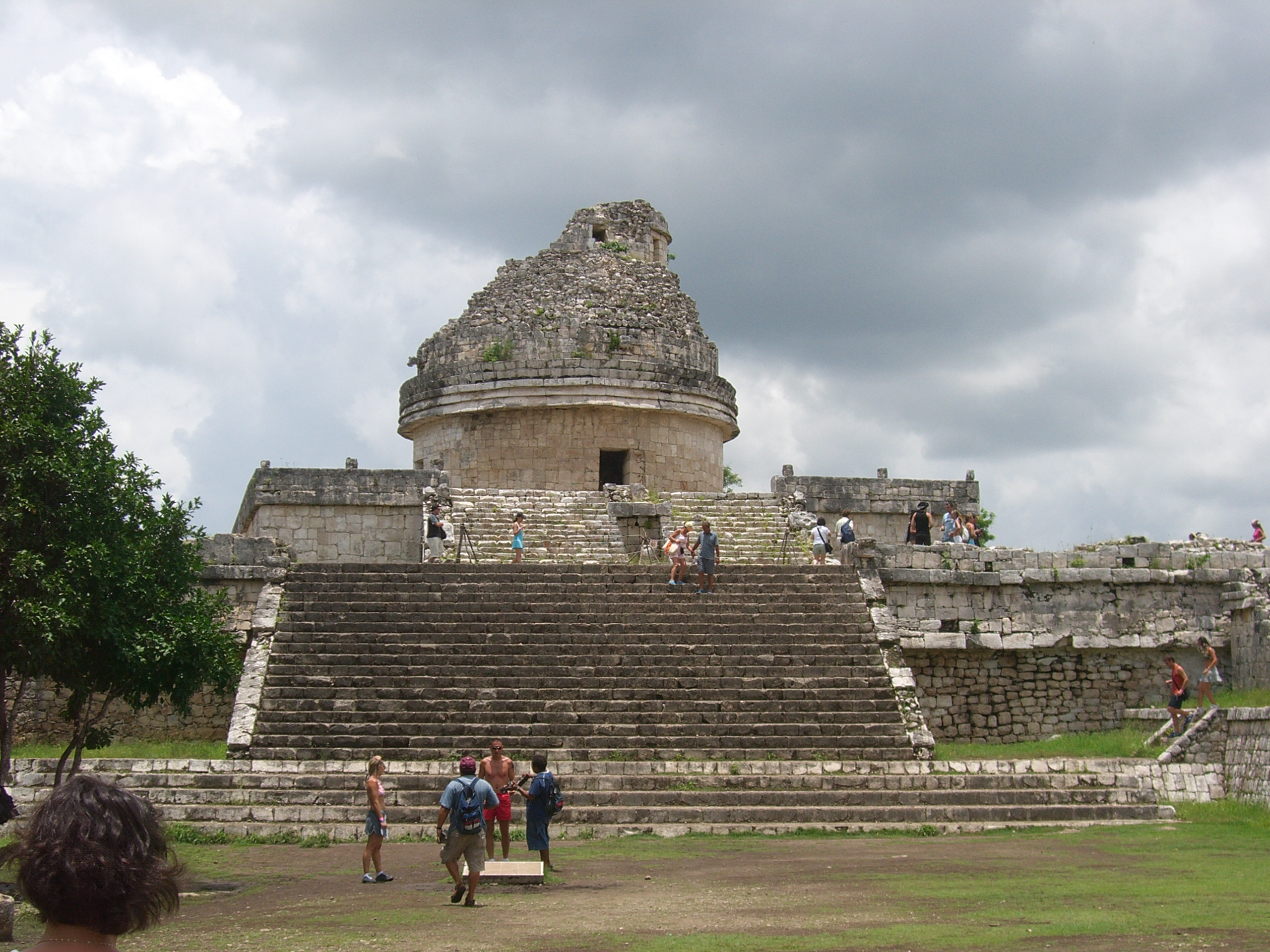
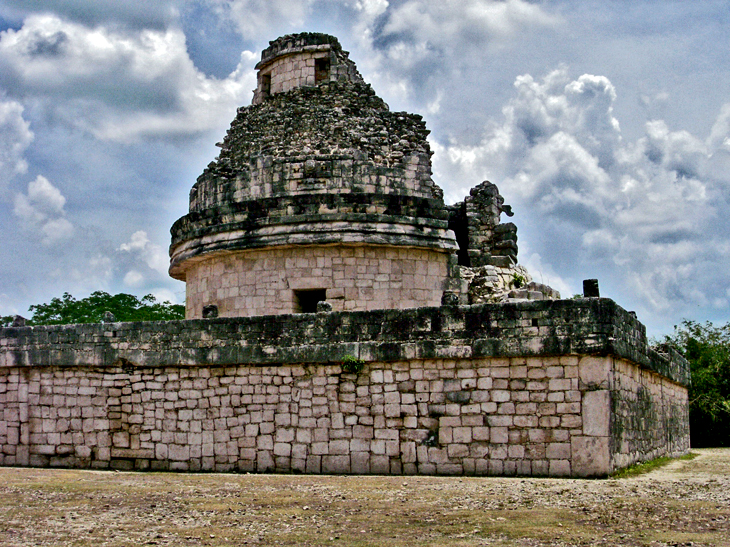
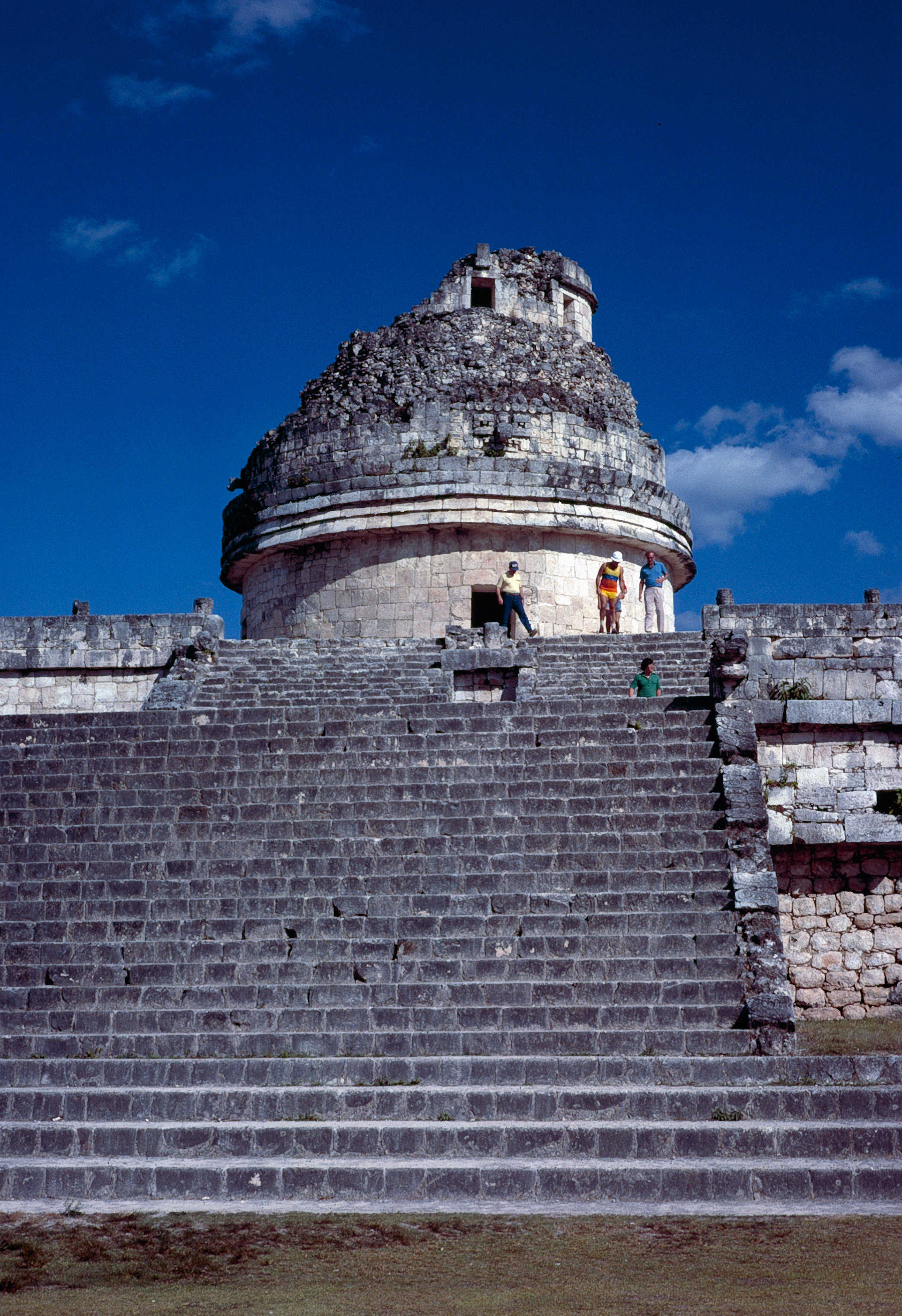
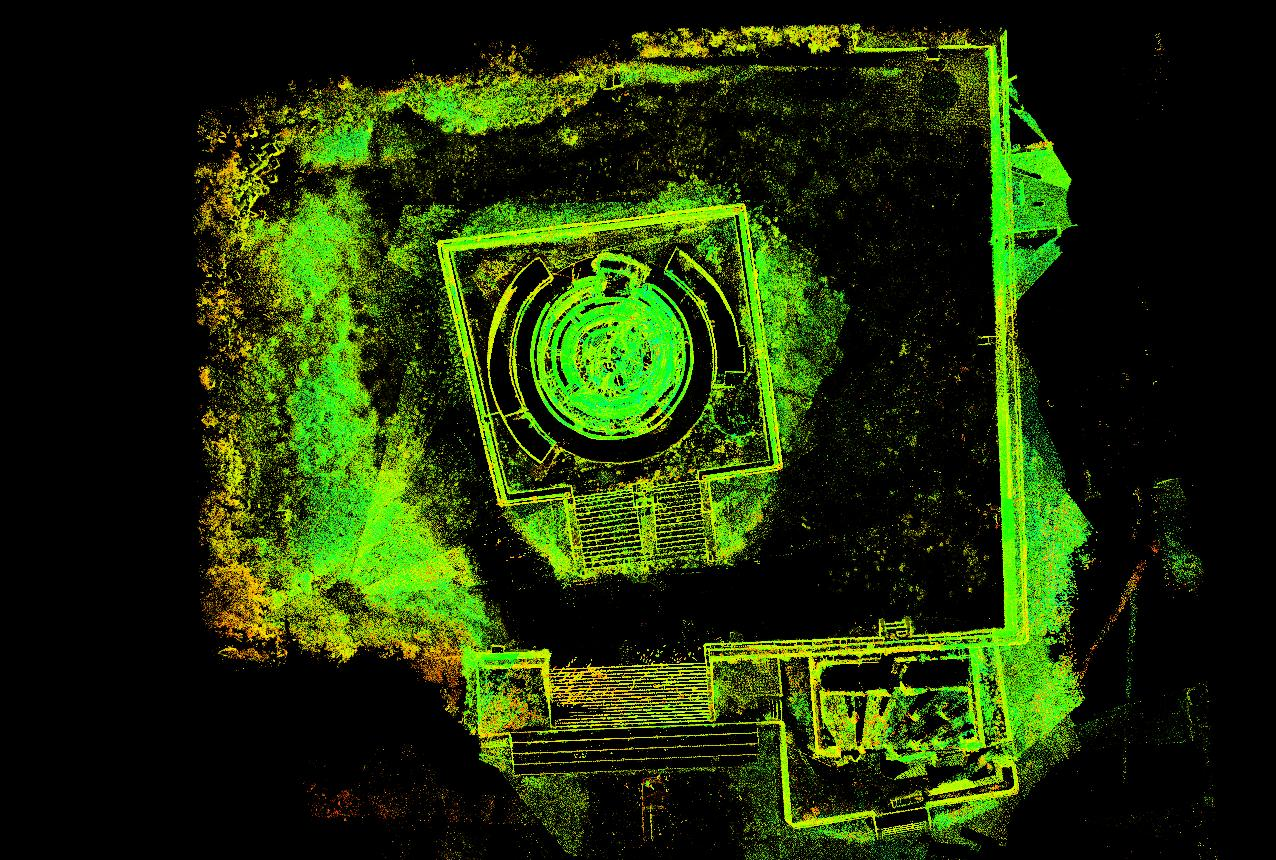
караколь під лазерним скануванням
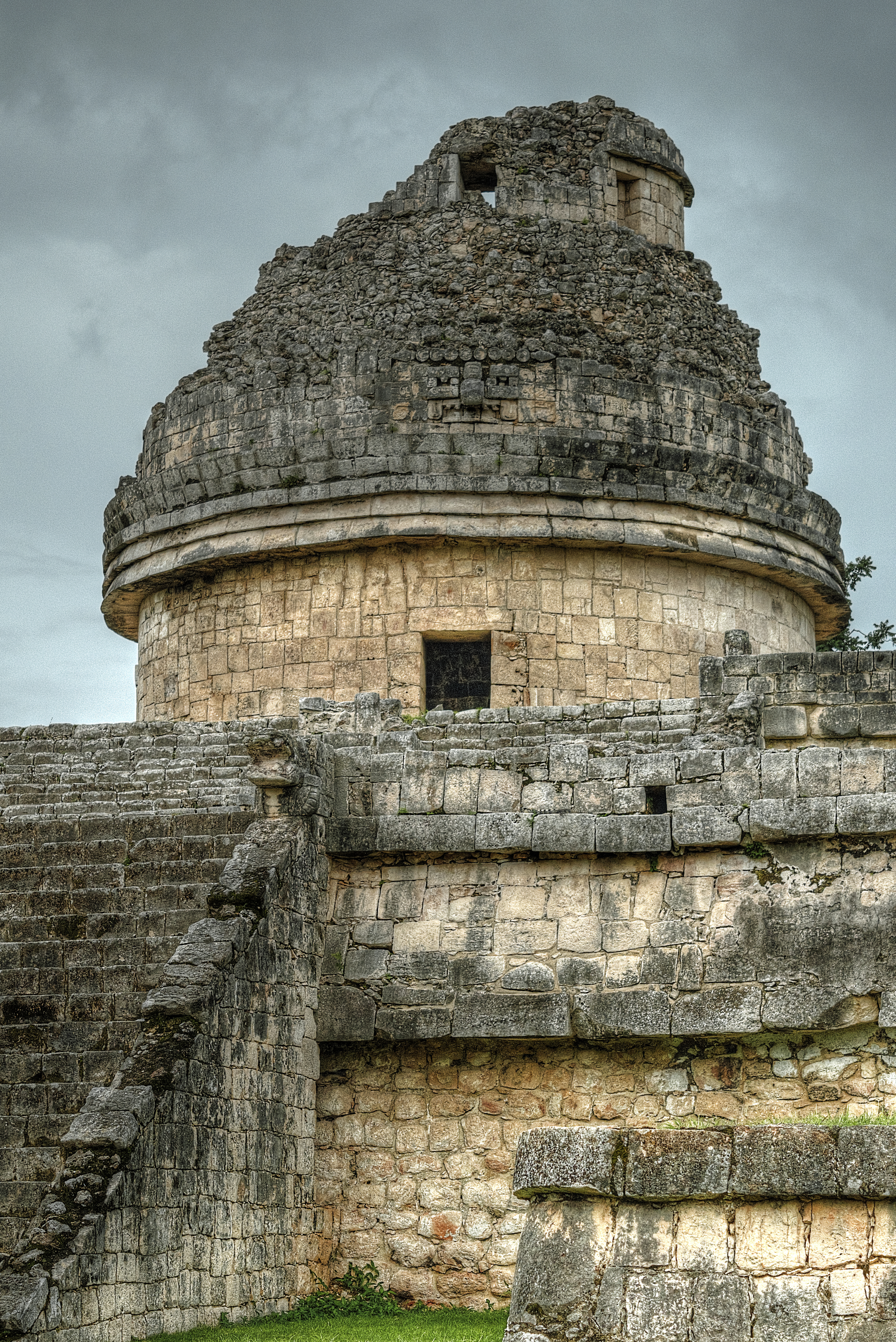